# La Boissière-École
La Boissière-École é uma comuna francesa na região administrativa da Île-de-France, no departamento de Yvelines. A comuna possui 655 habitantes segundo o censo de 1990.